# Volby na Slovensku
Volby na Slovensku jsou svobodné. Volí se do parlamentu, místních a regionálních zastupitelstev, Evropského parlamentu a každých pět let probíhají přímé prezidentské volby. Slovenský parlament je jednokomorový a volí se do něj 150 poslanců na čtyřleté volební období.

## Dominantní politické strany
- SMER – sociálna demokracia
- Progresívne Slovensko
- HLAS – sociálna demokracia
- Slovensko
- Kresťanskodemokratické hnutie
- Sloboda a Solidarita
- Slovenská národná strana
- Kresťanská únia
- ZA ĽUDÍ